# Пунцель, Тина
Тина Пунцель (нем. Tina Punzel; род. 1 августа 1995[…], Дрезден[…]) — немецкая прыгунья в воду, четырёхкратная чемпионка Европы (2013, 2018 и 2021 годов), призёр чемпионата мира. Бронзовый призёр Олимпийских игр 2020 в синхронных прыжках с трамплина.

## Биография
22 июня 2013 года она выступала на Европейском чемпионате по прыжкам в воду в Ростоке и с 336,70 очками стала чемпионом Европы с трехметрового трамплина. 
Тина Пунцель приняла участие в соревнованиях на Олимпийских играх в Рио-де-Жанейро в 2016 году. В индивидуальных прыжках с 3-метрового трамплина она выбыла в полуфинале. В синхронных соревнованиях она квалифицировалась в финал, и там заняла седьмое итоговое место. 
Её специализация 3-метровый трамплин, на котором в августе 2018 года она триумфально стала обладателем всех видов медалей “чемпионата Европы” во время чемпионата континента по водным видам спорта в Глазго. Золото в смешанных соревнованиях, серебро в синхронных прыжках и бронза в индивидуальных прыжках с 3-метрового трамплина.
В мае 2021 года, на чемпионате Европы по водным видам спорта, который состоялся в Венгрии, Тина в составе команды Германии завоевала бронзовую медаль турнира. На 3-х метровом трамплине в миксте в паре с Лу Массенбергом стала серебряным призёром. На 3-х метровом трамплине с результатом 330.85 Тина праздновала победу, став трёхкратной чемпионкой Европы. А в синхронных прыжках в паре с Леной Хентшель вновь завоевала золотые медали и стала четырёхкратной чемпионкой. 